# Universidade São Marcos
A Universidade São Marcos foi uma das mais tradicionais instituições de ensino superior brasileira sediada na cidade de São Paulo. Possuía dois campi, sendo um em São Paulo no bairro do Ipiranga e outro em Paulínia, na região de Campinas.

## História
A Universidade São Marcos foi fundada em 29 de maio de 1970 pelo reitor da Universidade, Ernani Bicudo de Paula. Na época, se chamava Faculdade de Filosofia, Ciências e Letras São Marcos. No início de agosto de 2000, foi inaugurado o campus de Paulínia, levando a Universidade para o interior do estado de São Paulo.
Um dos cursos mais tradicionais era o de Psicologia. O curso existia desde 1971 e seu reconhecimento pelo Ministério da Educação (MEC) remonta à sua fundação.
Pelo curso de Psicologia da Universidade São Marcos passaram pessoas ilustres como o professor e escritor Antonio da Costa Ciampa, o ator Leonardo Miggiorin, o treinador e ex-jogador Fernando Diniz e o jornalista, advogado e psicólogo Ruy Barboza entre outras notórias celebridades e intelectuais modernos.[carece de fontes?]. Durante sua trajetória, ofereceu cursos de Mestrado e de Doutorado. Nos Mestrados de Cooperação Internacional e no Multidisciplinar em Administração, Comunicação e Educação teve como aluno o Professor Paulo Alonso, então reitor de uma universidade carioca.

## Descredenciamento e abandono

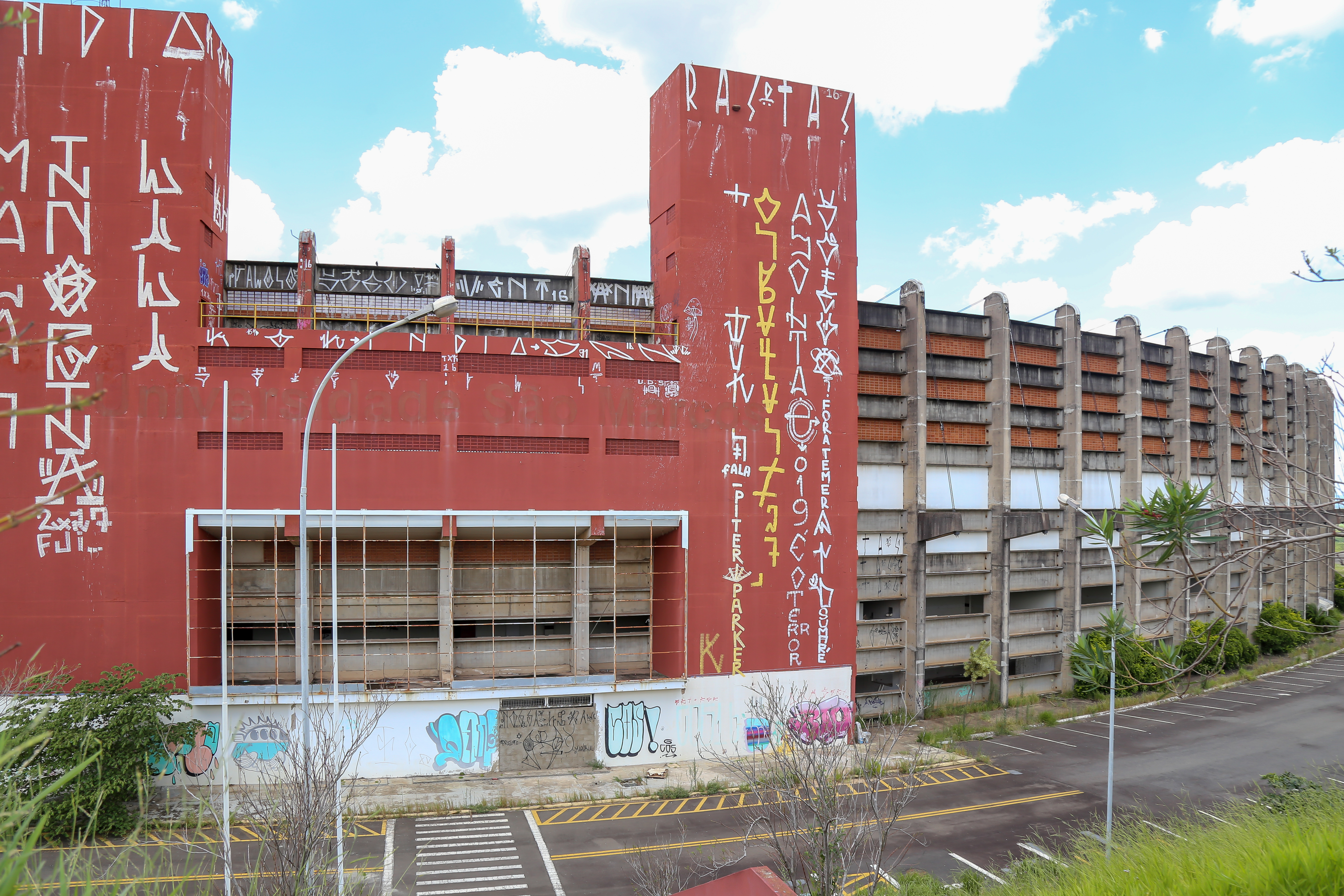
Sambódromo Paulínia local onde funcionava a Universidade São Marcos

Foi descredenciada pelo Ministério da Educação em 26 de março de 2012, depois de estar sob intervenção judicial, desde setembro de 2011. Segundo a avaliação do MEC, havia irregularidades como: inviabilidade financeira, desorganização acadêmica e administrativa da instituição.
Na época houve revolta por parte dos alunos da Universidade, sendo que 250 deles chegaram a protestar contra a decisão do MEC. O Ministério Público de Paulínia chegou a abrir um inquérito civil para apurar possíveis prejuízos aos alunos da Universidade. Sua última turma se formou em 10 de dezembro de 2013.[carece de fontes?]
O Sambódromo de Paulínia local onde funcionava a Universidade chegou a abrigar entre 2011 a 2012 o colégio técnico CEMEP, porém, desde 2016, o antigo prédio da Universidade está abandonado pela prefeitura de Paulínia.